# Вазалемма (волость)
Ва́залемма (эст. Vasalemma) — бывшая волость на севере Эстонии в уезде Харьюмаа. 
В составе волости было три посёлка (Вазалемма, Румму и Амари) и 2 деревни: Вескикюла и Леммару.
К северо-западу от посёлка Эмари находится база Эмари (эст. Ämari Air Base, в советское время — аэродром Сууркюль).
В 2017 году волость Вазалемма была упразднена. Её административно-территориальные единицы вошли в состав новой суперволости Ляэне-Харью.

## Внешние ссылки
- Официальный сайт (эст.)